# Рыжково (городской округ Истра)
Рыжково — деревня в составе сельского поселения Ядроминское Истринского района Московской области. Население — 10 чел. (2010), зарегистрировано 12 садовых товариществ.
Рыжково расположено в 17 км к западу от райцентра Истра и в 7 км от железнодорожной платформы Курсаковская Рижского направления, на левом берегу реки Молодильня, высота над уровнем моря 210 м.

## История
В XVI—XVIII веках Рыжково входило в состав Скриманова стана Рузского уезда, в 1782—1796 годах — в Воскресенский уезд и затем в Новопетровскую волость Рузского уезда Московской губернии. При советской власти, с 1922 года деревня в составе нового Воскресенского уезда, с 3 июня 1929 года в составе Воскресенского района Московской области.

## Население
| 2002 | 2006 | 2010 |
| ---- | ---- | ---- |
| 11   | ↘9   | ↗10  |